# Tierras altas del interior

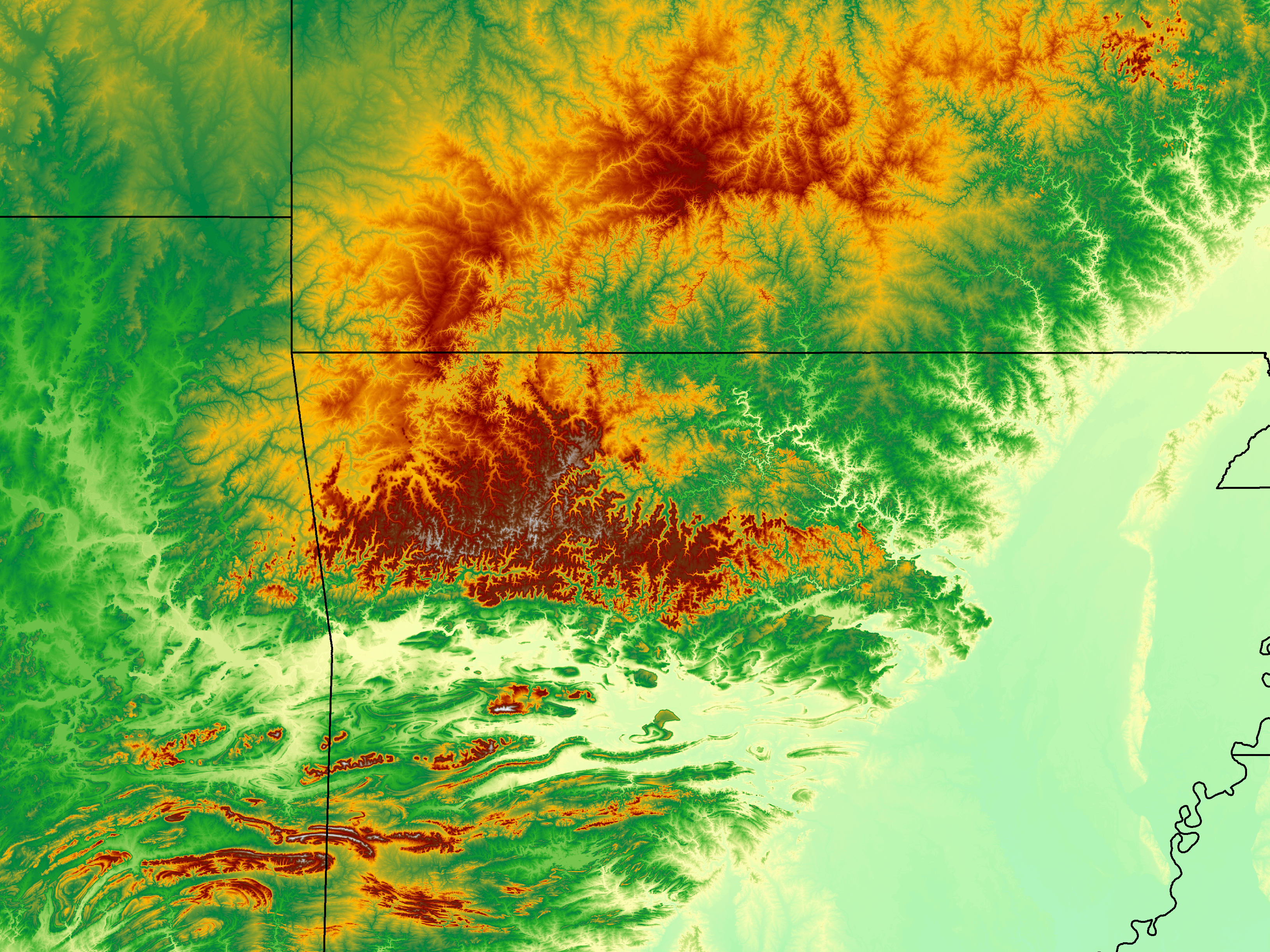
Mapa topográfico de las tierras altas del interior. De norte a sur: mesetas de Ozark, valle del río Arkansas y montañas Ouachita

Las tierras altas del interior (en inglés: Interior Highlands) son una región montañosa en el centro de los Estados Unidos que abarca el norte y el oeste de Arkansas, el sur de Misuri, el este de Oklahoma y el extremo sureste de Kansas. El Servicio Geológico de los Estados Unidos designa el nombre para referirse a las subregiones combinadas de las montañas Ouachita al sur del río Arkansas y la meseta de Ozark al norte de Arkansas. Las tierras altas del interior son una de las pocas regiones montañosas que existen entre los Apalaches y las Montañas Rocosas.

## Geología

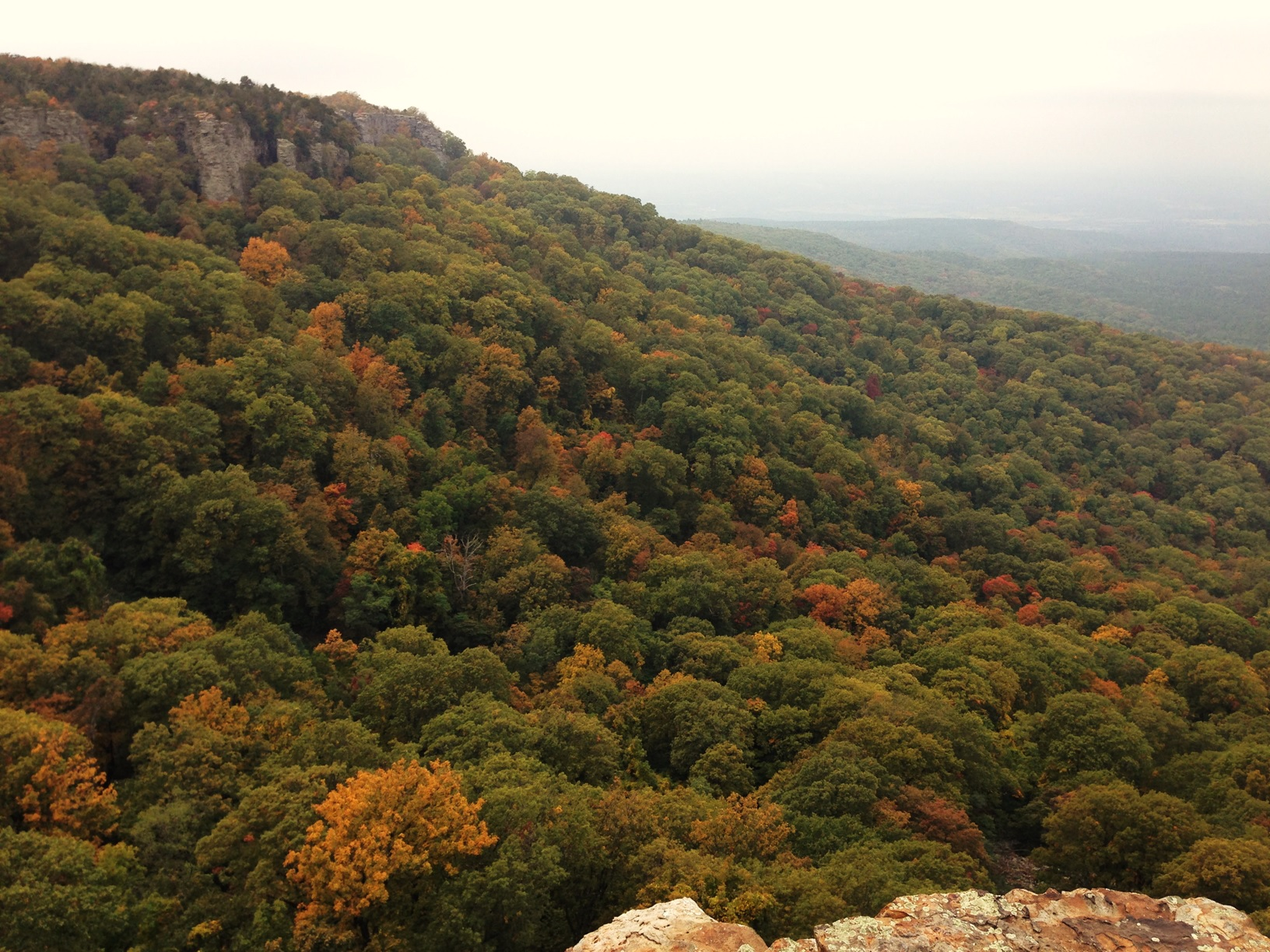
Vista oeste tierras altas del interior desde el Mount Magazine.

La región es un remanente de antiguas montañas erosionadas que originalmente se levantaron durante la formación del supercontinente Pangea, y se modificaron durante el Pensilvánico (hace 320 millones de años) para originar la meseta de Ozark al norte y el plegamiento de las montañas Ouachita al sur. Las áreas que rodean las tierras altas del interior han sido inundadas periódicamente por mares epicontinentales o sometidos a condiciones más xéricas que las tierras altas e inundadas por el agua de deshielo de glaciares. Las tierras altas del interior, sin embargo, han permanecido sobre el agua a lo largo de su historia y más recientemente sirvió como un refugio no glaciarizado hasta el Pleistoceno, aunque las distribuciones de especies fueron influenciadas por las fluctuaciones climáticas asociadas con ciclos glaciares.

## Geografía
Coloquialmente, "Tierras Altas del Interior” es el nombre que se le da colectivamente a las montañas Ozark y Ouachita, que se extienden desde el este de Oklahoma a través del norte de Arkansas hasta el sur de Misuri. A pesar del nombre, la región de casi 4 millones de acres es en realidad una meseta diseccionada, una región entera que se elevó como una llanura plana y cuyas características montañosas fueron esculpidas por la erosión. El terreno resultante está formado por colinas que se extienden durante cientos de kilómetros. Las montañas bajas y las mesetas de las tierras altas del interior cubren aproximadamente 17,5 millones de hectáreas.
Hay tres cadenas montañosas distintas dentro de las tierras altas del interior:
- Las montañas Ouachita de Arkansas y Oklahoma, que se pueden dividir en una serie de subcordilleras, incluidas las montañas del valle del río Arkansas (llamadas montañas Ouachita frontales); el punto más alto es el monte Magazine con 2753 pies (839,1 m)
- Los montes Boston de las mesetas de Ozark de Arkansas y Oklahoma; el punto más alto es Buffalo Lookout con 2561 pies (780,6 m)
- Los montes San Francisco de las mesetas de Ozark de Misuri; el punto más alto es la montaña Taum Sauk con 1772 pies (540,1 m)

La cubierta vegetal es principalmente bosque templado latifoliado, que incluye robles y nogales mezclados con pino (por ejemplo, Pinus echinata) y áreas de cedro rojo oriental (Juniperus virginiana). Los claros de pastizales son un elemento importante de la diversidad biológica de la región, pero han sido invadidos por árboles y arbustos, incluido el cedro rojo oriental, debido en gran parte a la supresión histórica de incendios y la perturbación humana. Los cambios históricos dominantes en la cubierta forestal fueron la extracción de madera, la reforestación y la limpieza de tierras para pastos y tierras de cultivo. Estudios del USGS han concluido que las ecorregiones de las Tierras Altas de Ozark y del valle del río Arkansas muestran un uso agrícola sustancial de la tierra, mientras que la ecorregión de las Montañas Ouachita tiene una gran cantidad de actividades silvícolas.
En las tierras altas del interior se encuentran tres bosques nacionales: el bosque nacional Ouachita en Arkansas y Oklahoma; el bosque nacional Ozark-San Francisco en Arkansas; y el bosque nacional Mark Twain en Misuri.

## Galería

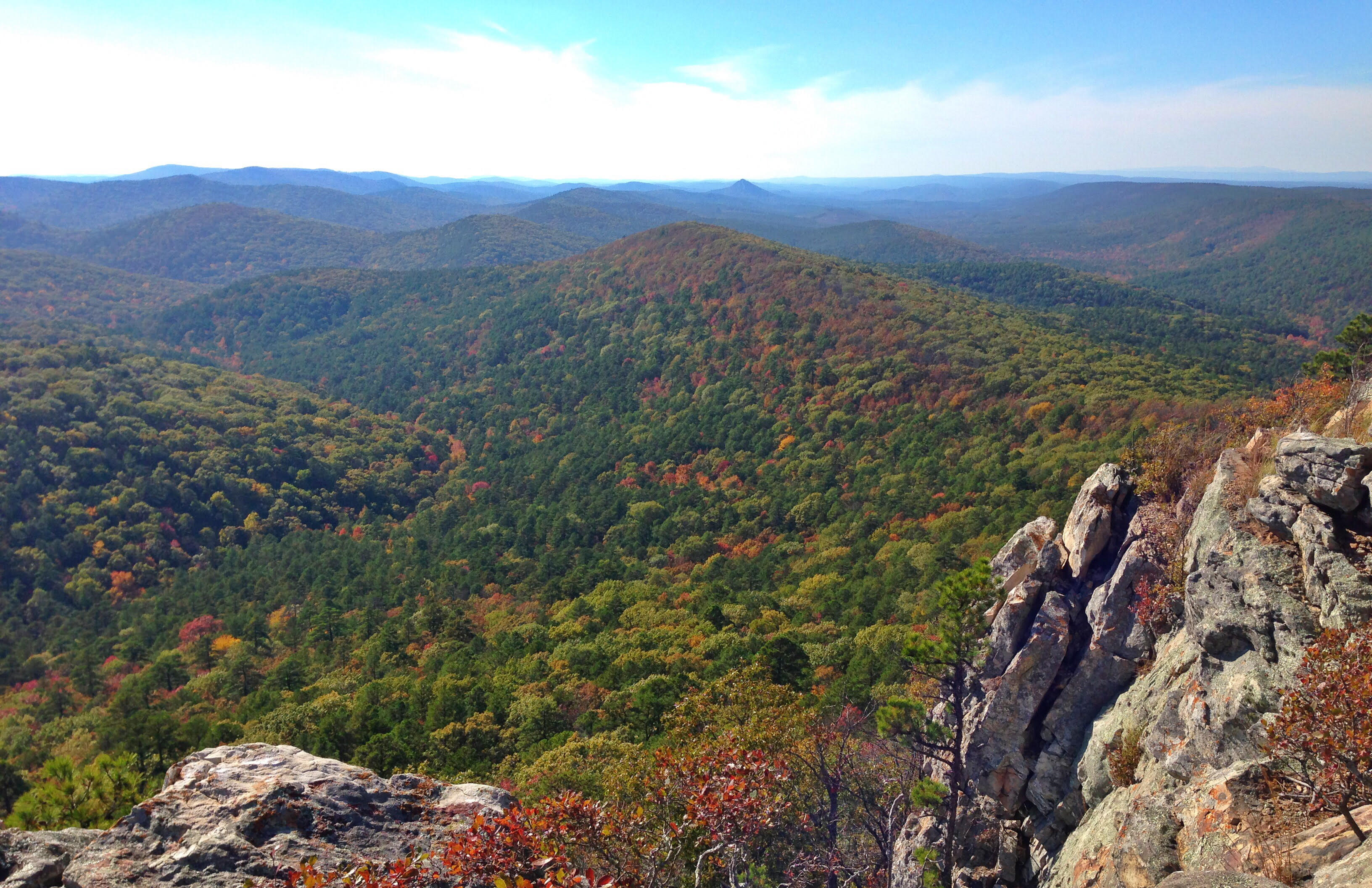
Las montañas Ouachita desde Flatside Pinnacle
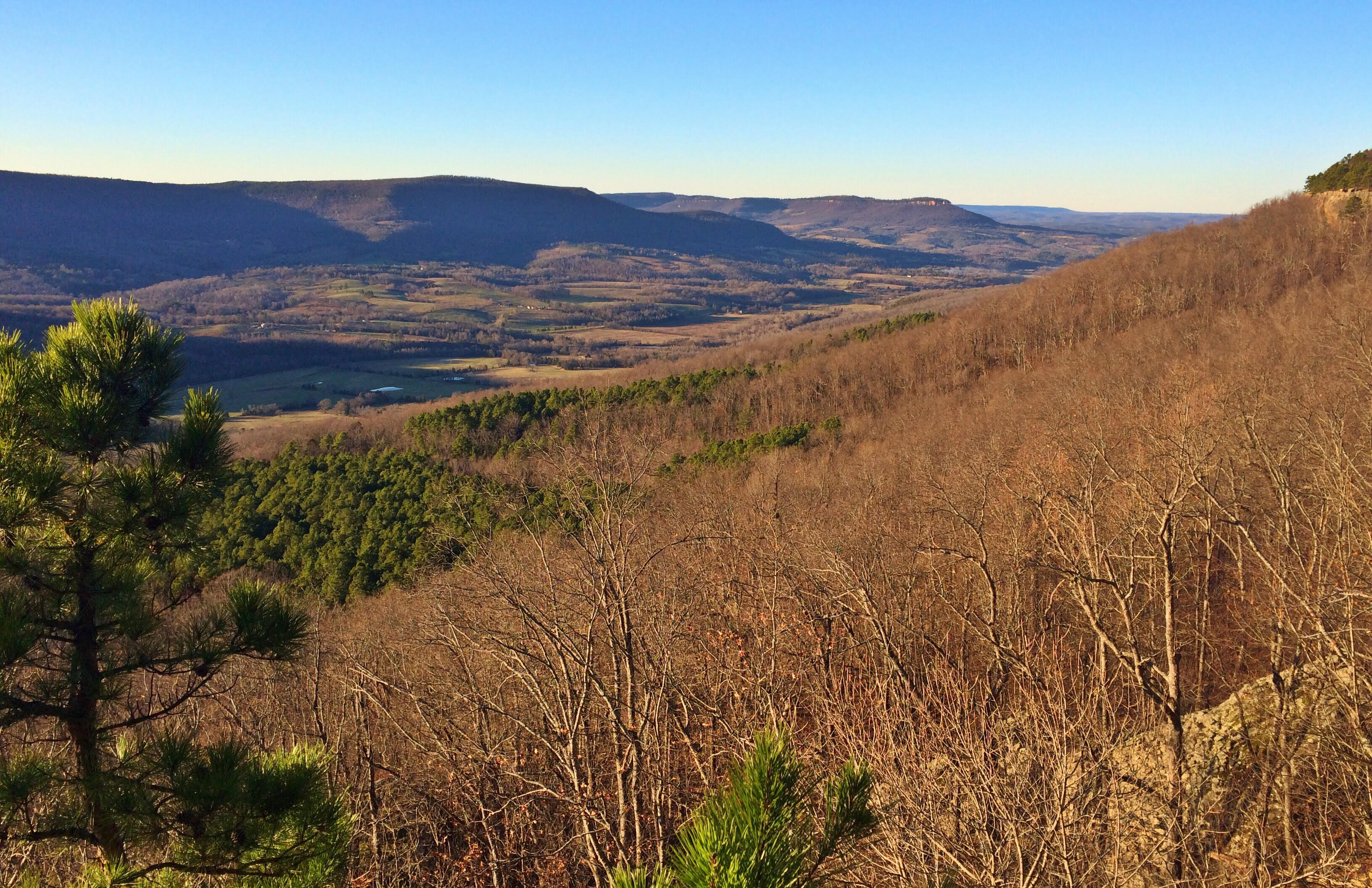
Las montañas de Boston de Sam's Throne
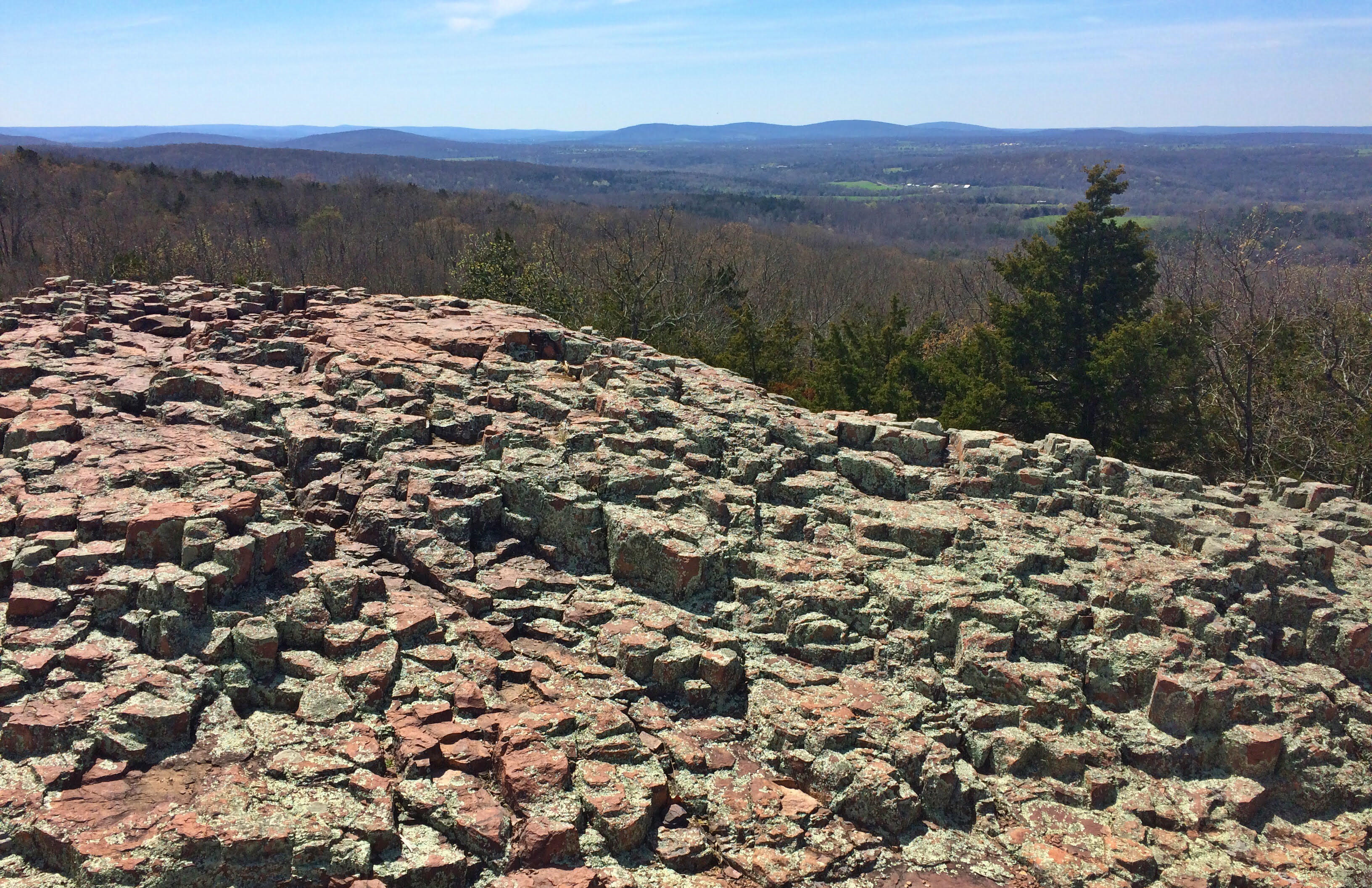
Los montes San Francisco desde la montaña Hughes